# The Elephant in the Room
The Elephant in the Room este al optulea album al lui Fat Joe. A fost lansat pe data de 11 martie 2008 prin Terror Squad/Imperial/Virgin Records. Pe album apar diferiți artiști și producători precum Dre, Lil Wayne, Jackie Rubio, Pooh Bear, Swizz Beatz, J. Holiday, Plies, DJ Premier, KRS One și Opera Steve.
„The Crackhouse” a fost prima piesă de pe album făcută publică, fiind lansată înaintea apariției albumului. Piesa este caracterizată de Fat Joe drept „un hit al străzii”. De asemenea piesa mai poate fii auzită și pe coloana sonoră a jocului video Grand Theft Auto 4. 
Însă primul hit al acestui album a fost piesa „I Won't Tell”, lansată pe data de 18 Decembrie 2007. Piesa, o colaborare cu artistul R&B J. Holiday, a reușit să ajungă pe locul 12 în topul Hot R&B/Hip-Hop Songs.
Pe data de 30 ianuarie 2008, Fat Joe a lansat un videoclip și pentru piesa „300 Brolic”, disponibil numai pe pagina sa de MySpace, iar în mai, a lansal cel de-al doilea hit oficial de pe album „Ain't Sayin' Nothin'”, beneficiind și de un videoclip. Hitul conține la sfârsit și un sample din piesa „Cocababy”. În iunie 2008 este lansat și un remix al acestui cântec, având suportul lui The Game și Lil Wayne.
Albumul a debutat pe locul 6 în topul albumelor Billboard 200. Până pe data de 3 octombrie 2008 „Elephant in the room” a fost vândut în peste 1,159,00  de copii, conform BET.COM .

## Ordinea pieselor
| #  | Titlu                          | Producător(i)                                | Invitat(ți)    | Timp | Sample                                                         |
| -- | ------------------------------ | -------------------------------------------- | -------------- | ---- | -------------------------------------------------------------- |
| 1  | "The Fugitive"                 | StreetRunner                                 |                | 3:58 | Linda Jones "Fugitive From Love"                               |
| 2  | "Ain't Sayin' Nothin'"         | Cool & Dre                                   | Dre and Plies  | 3:38 |                                                                |
| 3  | "The Crackhouse"               | Cool & Dre                                   | Lil Wayne      | 3:33 | Gene Chandler "Duke Of Earl", Cypress Hill "Hard On The Pump"  |
| 4  | "Cocababy"                     | Danja                                        | Jackie Rubio   | 3:26 |                                                                |
| 5  | "Get It for Life"              | DJ Khaled                                    | Pooh Bear      | 3:28 |                                                                |
| 6  | "Drop"                         | Swizz Beatz                                  | Jackie Rubio   | 3:00 |                                                                |
| 7  | "I Won't Tell"                 | LV, Sean C, & Mario Winans pentru The Hitmen | J. Holiday     | 3:47 |                                                                |
| 8  | "K.A.R. (Kill All Rats)"       | StreetRunner                                 |                | 4:00 | Marlena Shaw "Women Of The Ghetto"                             |
| 9  | "300 Brolic"                   | LV & Sean C for The Hitmen                   |                | 3:11 | Tyler Bates "Returns A King", scena de război din filmul „300” |
| 10 | "Preacher on a Sunday Morning" | Scott Storch                                 | Pooh Bear      | 3:28 | (neidentificat)                                                |
| 11 | "My Conscience"                | The Alchemist                                | KRS-One        | 4:11 | Bob James "Nautilus"                                           |
| 12 | "That White"                   | DJ Premier                                   |                | 3:12 | The Eleventh Hour "Nasty", DJ Khaled "Brown Paper Bag"         |
| *  | Whatchuu Got (iTunes bonus)    |                                              | Rick Ross & OZ | 4:20 |                                                                |